# Prairies inondables zambéziennes
Localisation
Les prairies inondables zambéziennes forment une écorégion terrestre définie par le Fonds mondial pour la nature (WWF), largement éparpillée dans le bassin du Zambèze. Elle appartient au biome des prairies et savanes inondables de l'écozone afrotropicale.
L'écorégion consiste en un ensemble très discontinu de prairies humides étalé entre le Nord du Botswana et la Tanzanie qui comprend notamment la vallée du Kilombero, la zone humide du Malagarasi / Moyowosi  et la région de l'Ugalla (Tanzanie), le delta de l'Okavango (Botswana), le lac Chilwa (Malawi) et la plaine inondable de Barotse, le Kafue, les marais de Busanga et de Lukanga, le lac Mweru Wantipa, le lac Bangwelo et le bassin de la Lwapula et du Chambeshi (Zambie).